# جامعة كايزرسلاوترن للتكنولوجيا
جامعة كايزرسلاوترن للتكنولوجيا (بالإنجليزية: Kaiserslautern University of Technology)‏ هي جامعة عامة في ألمانيا أُسِّسَت عام 1970.

## إحصائيات
يبلغ عدد طلاب الجامعة 12,510 طالب.

## وصلات خارجية
- الموقع الإلكتروني